# 朝比奈泰栄
朝比奈 泰栄（あさひな やすしげ）は、戦国時代から江戸時代前期にかけての武士。通称は右衛門。

## 経歴
後北条氏に仕える。なお、浅倉直美の研究によれば、元々今川氏の家臣であったが、今川義元が今川氏の人質になった北条氏規に付け、氏規が帰国する際に氏規が義元からもらい受けたという。北条氏規が伊豆国韮山城主の時に執政を務める。
天正18年（1590年）の小田原攻めで敗れた氏規とその子氏盛と共に高野山に入る。慶長5年（1600年）氏盛が河内国狭山藩主になるとその執政となった。元和年間に77歳で没したと伝わる。 